# Força Espacial dels Estats Units
La Força Espacial dels Estats Units d'Amèrica (USSF; United States Space Force en anglès) és un dels sis cossos que conformen les Forces Armades dels Estats Units d'Amèrica. L'antecedent directe de la Força Espacial, el Comandament Espacial de la Força Aèria, es va formar l'1 de setembre de 1982 amb la responsabilitat de les operacions de guerra espacial. La Llei d'Autorització de Defensa Nacional del 2020 (National Defense Authorization Act for 2020) va redissenyar el Comandament Espacial de la Força Aèria com a Força Espacial dels Estats Units i la va establir com a branca independent de les Forces Armades dels Estats Units el 20 de desembre de 2019.
És el cos més petit de les Forces Armades. El seu potencial és de 88 membres en actiu.